# Kalman Kiš
Kalman Kiš (né le 1er décembre 1914, date de décès inconnue) est un lutteur yougoslave. Il participe à des compétitions dans la catégorie poids moyen masculin de lutte gréco-romaine lors des Jeux olympiques d'été de 1936.